# (23662) 1997 ES17
1997 إي أس 17 (ويعرف أيضًا باسم (23662) 1997 إي أس 17 وفق تسمية الكوكب الصغير) (بالإنجليزية: 1997 ES17)‏ هو كويكب ضمن حزام الكويكبات؛ وترتيبه 23662 من حيث الاكتشاف.
اكتُشف هذا الجُرم الفلكي بواسطة Kin Endate ‏ في 3 مارس 1997.

## وصلات خارجية
- (23662) 1997 ES17 في قاعدة بيانات مختبر الدفع النفاث لأجرام النظام الشمسي الصغيرة

- الاكتشاف · مخطط المدار ·  العناصر المدارية · المعلمات المادية

- (23662) 1997 ES17 على موقع ويكي سكاي: DSS2, SDSS, GALEX, IRAS, Hydrogen α, X-Ray, Astrophoto, Sky Map, Articles and images